# MIPTV
Il MIPTV (Marché International des Programmes de Télévision, in italiano Mercato Internazionale dei Programmi Televisivi) è un evento nato nel 1964 che si svolge ogni aprile a Cannes al Palazzo dei festival e dei congressi. Consiste in un mercato che tratta la co-produzione, l'acquisto, la vendita, il finanziamento e la distribuzione di contenuti d'intrattenimento, dove coloro che sono coinvolti nel settore possono scoprire, tramite le conferenze tenute dagli altri partecipanti, le tendenze future e comprare i diritti commerciali di un prodotto a livello globale.
I relatori delle conferenze sono gli amministratori delegati di tutte le principali catene mediatiche del mondo, come Leslie Moonves (CBS, Stati Uniti d'America), Jana Bennett (BBC, Inghilterra), Gerhard Zeiler (RTL Group, Lussemburgo), Harry Sloan (MGM, Stati Uniti d'America), Subhash Chandra (ZEE Networks, India), Yoo Hyun-oh (SK Communications/Cyworld, Corea), Paula Wagner (United Artists, Stati Uniti d'America), Ronnie Screwvala (UTV, India), Philip Rosedale (Second Life, Stati Uniti d'America), Ben Silverman (NBC, Stati Uniti d'America), Emilio Azcarraga (Televisa, Messico), Mike Volpi (Joost, Stati Uniti d'America), Ken Rutkowski (KenRadio Broadcasting, Stati Uniti d'America).
Il MIPTV offre diversi eventi:
- MIPFormats, una vetrina che raccoglie i produttori, i compratori, i distributori e gli aspiranti creatori di format di successo;
- MIPDoc, dove compratori, venditori e produttori internazionali di documentari e programmi d'informazione mostrano i nuovi contenuti;
- Connected Creativity, nato nel 2011 con la collaborazione della GSMA, che raccoglie dirigenti e professionisti della tecnologia da tutto il mondo.